# Felsőaklos
Felsőaklos románul: Ocolișel, falu Romániában, Erdélyben, Kolozs megyében.

## Fekvése
Tordától délnyugatra fekvő település. A Torda-Topánfalva műúttól 3 kilométerre található, közel a Borrév-Nagyenyed letérőhöz. A faluhoz számos havasi legelő tartozik. A falun átszelő hegyi patakban pisztrángok élnek.

## Története
Felsőaklos, Aklos nevét 1426-ban említette először oklevél p. Kysaklos et Naghaklos neveken. Későbbi névváltozatai: 1449:-ben p. Kisaklos, 1517, 1524-ben p. Kysaklos, 1733-ban Kis-Oklos, 1750-ben Kisoklos, 1760–1762 között Kis Aklos, 1808-ban Oklos (Kis-), 1861-ben Kis-Oklos, 1913-ban Felsőaklos. Kisaklos, 1517, 1524-ben p. Kysaklos néven, mint Jára vár tartozékát, a Lupsai, Szilvási Csezeliczki családok birtokaként volt említve.
A trianoni békeszerződés előtt Torda-Aranyos vármegye Alsójárai járásához tartozott. 1910-ben 406 lakosából 402 román, 3 magyar volt. Ebből 402 görögkeleti ortodox volt.
A lakosság fő megélhetését a juh- és szarvasmarhatartás jelenti. 1989 után felledült a turizmus, több házat vendégfogadásra alkalmassá alakítottak át.

## Látnivalók
- 1852-ben épült, Szent Mihály és Gábriel arkangyalok tiszteletére emelt fatemploma a romániai műemlékek jegyzékében a CJ-II-m-B-07728 sorszámon szerepel.[2]